# Båstad
Båstad – miejscowość (tätort) w południowej Szwecji, w regionie administracyjnym (län) Skania. Siedziba władz (centralort) gminy Båstad.
W 2010 roku Båstad liczył 4961 mieszkańców.

## Geografia
Miejscowość jest położona u podnóża pasma Hallandsås, na półwyspie Bjärehalvön nad zatoką Laholmsbukten (część Kattegatu). Większa część Båstadu leży w granicach prowincji historycznej (landskap) Skania, lecz jego wschodnie części, Hemmeslövsstrand i Eskilstorpsstrand, leżą w Hallandzie.

## Historia

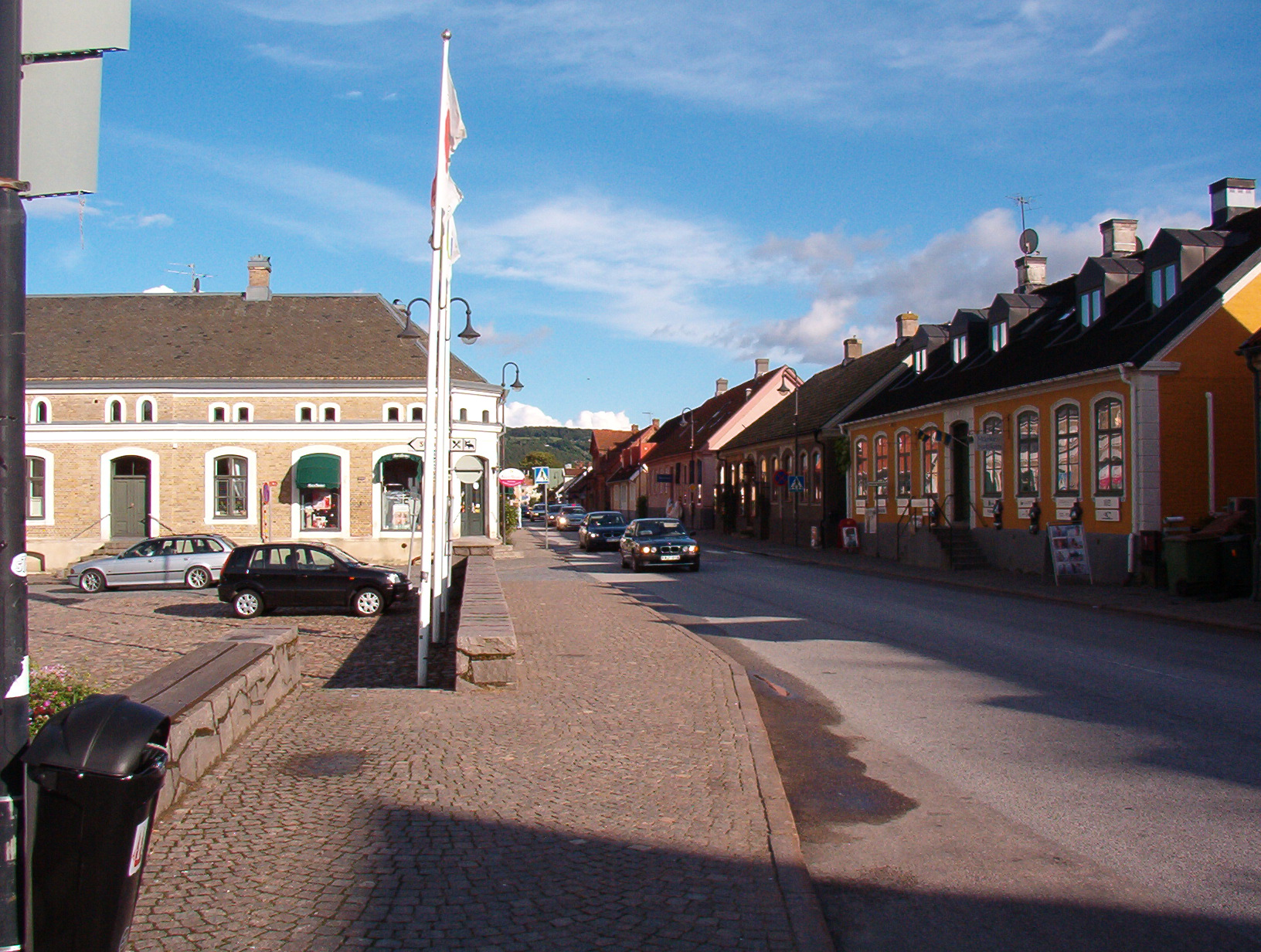
Köpmansgatan w Båstadzie (2005)

Båstad nadano prawa miejskie w 1462 roku, w czasach duńskich. Przywileje miejskie zostały odnowione w 1513 roku. Miasto stało się znaczącym ośrodkiem handlowym i punktem przeładunku drewna, które transportowano następnie drogą morską do Helsingøru i Kopenhagi. Miejscowość podupadła w 2 połowie XVI wieku (m.in. Båstad zostało spalone przez wojska szwedzkie w 1565 roku podczas I wojny północnej) i na przełomie XVI/XVII wieku utraciła status miasta. W 1658 roku Båstad przeszło we władanie Szwecji, otrzymując w 1664 roku ograniczone prawa miejskie (tzw. stadsfleck). Status stadsfleck nigdy nie został oficjalnie zniesiony. Po pożarze w 1742 roku 2/3 zabudowy miejscowości uległo zniszczeniu. W 1858 roku na mocy rozporządzenia królewskiego Båstad nadano formalny status köping. W 1870 roku miał miejsce kolejny wielki pożar. Po tej dacie dla Båstad przyjęto nowy plan zabudowy oraz zakazano pokrywania dachów słomą. W 1900 roku ustanowiono municipalsamhälle (Båstads köpings municipalsamhälle).
Båstad stał się pod koniec XIX wieku popularnym ośrodkiem letniskowym, do czego przyczyniło się otwarcie linii kolejowej Helsingborg – Halmstad (Skåne-Hallands Järnväg – SHJ; od 1896 roku część Västkustbanan), ze stacją w Båstadzie.

## Sport i rekreacja
Na znajdującym się w Båstadzie otwartym korcie tenisa ziemnego (Båstads tennisstadion) organizowany jest turniej tenisowy Swedish Open (turnieje: męski i kobiecy).